# Ковасна (жудец)
Жуде́ц Кова́сна (рум. Judeţul Covasna [koˈvasna], венг. Kovászna megye) —  жудец в регионе Трансильвания в Румынии.

## Население
В 2007 году население жудеца составляло 223 364 человека (в том числе мужское население — 110 057 и женское — 113 307 человек), плотность населения — 103,73 чел./км².
| Год  | Население |
| ---- | --------- |
| 1930 | 152 563   |
| 1948 | 157 166   |
| 1956 | 172 509   |
| 1966 | 176 858   |
| 1977 | 199 017   |
| 1992 | 233 256   |
| 2002 | 222 449   |
| 2011 | 206 261   |

Жудец Ковасна занимает второе место по процентному отношению венгерского населения в Румынии после Харгиты (в 2002 году венгры составляли примерно 3/4 населения). В 2023 году 66,7%.
Этнический состав 2002 году:
- венгры — 73,8 % (164 158 чел.)
- румыны — 23,3 % (51 790 чел.)
- цыгане — 2,7 % (5973 чел.)

Этнический состав 2011 году:
- венгры — 73,74 % (150 468 чел.)
- румыны — 22,02 % (45 021 чел.)
- цыгане — 4,05 % (8267 чел.)
- другие — 0,19 %

## Административное деление
В жудеце находятся 2 муниципия, 3 города и 40 коммун.

### Муниципии
- Сфынту-Георге (рум. Sfântu Gheorghe), Шепшисентдьёрдь (венг. Sepsiszentgyörgy)
- Тыргу-Секуеск (рум. Târgu Secuiesc), Кездивашархей (венг. Kézdivásárhely)

### Города
- Бараолт (венг. Barót; рум. Baraolt)
- Ковасна (город) (венг. Kovászna; рум. Covasna)
- Ынторсура-Бузэулуй (венг. Bodzaforduló; рум. Întorsura Buzăului)